# Peter Gabriel
Peter Brian Gabriel (Chobham, 13 de fevereiro de 1950) é um músico inglês, um dos maiores representantes da World Music desde o final dos anos 1970.
Começou como vocalista, flautista e líder da banda de rock progressivo Genesis. Posteriormente, lançou-se numa bem-sucedida carreira solo. Peter também é um notório ativista dos direitos humanos.

## História

### Época no Genesis
Peter Gabriel fundou o Genesis em 1967 juntamente com seus amigos Tony Banks, Anthony Phillips, Mike Rutherford e Chris Stewart, todos alunos da Charterhouse School, em Godalming, Inglaterra. O nome da banda foi sugerido por um aluno mais velho do colégio, Jonathan King, que àquela altura já era um reconhecido empresário de música pop. O primeiro álbum do quinteto chamou-se From Genesis to Revelation, de cujo título foi tirado o nome do grupo.
Apaixonado pela soul music, Gabriel foi influenciado por diferentes artistas, incluindo Nina Simone, Gary Brooker do Procol Harum e Cat Stevens. Ele tocou flauta no álbum de Stevens Mona Bone Jakon, de 1970. No entanto, as maiores influências de Gabriel foram dois de seus contemporâneos: David Bowie e Syd Barrett, este líder do Pink Floyd, que estavam redefinindo a cena musical britânica no final dos anos 1960 e início dos anos 1970.
O Genesis tornou-se rapidamente uma das bandas mais comentadas do país e, sem demora, conquistou fãs na Itália, Bélgica, Alemanha e em outros países da Europa. O apelo inicial da banda estava na presença de palco misteriosa de Gabriel, que se disfarçava com máscaras, maquiagens e trajes teatrais nos shows, representando personagens e símbolos das músicas. Outro recurso que Peter Gabriel usava ao vivo eram as histórias de suspense e humor que contava durante as pausas entre as músicas, enquanto os outros integrantes afinavam seus instrumentos. Nessa primeira fase do Genesis havia uso frequente de luz ultravioleta e bombas de fumaça no palco.

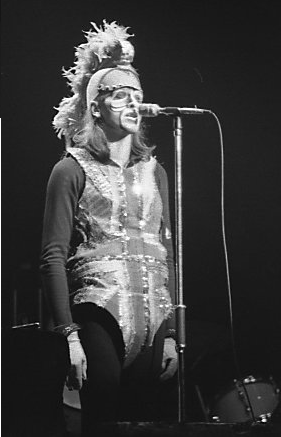
Peter Gabriel na fantasia "Britannia," (Toronto, Outubro de 1974).

Entre as fantasias mais famosas de Gabriel (que ele desenvolveu como forma de superação do medo de palco), incluem "The Flower" ("Supper's Ready", de Foxtrot), "Magog" ("Supper's Ready"), "Britannia" ("Dancing With The Moonlit Knight," de Selling England by the Pound), "The Old Man" ("The Musical Box", de Nursery Cryme), "Rael" (The Lamb Lies Down on Broadway) e "The Slipperman" ("The Colony of Slippermen," também de The Lamb Lies Down on Broadway).
O vocal de apoio para Gabriel era geralmente feito por Mike Rutherford, Tony Banks e Phil Collins, que após longa busca por um substituto, acabou tornando-se vocalista da banda após a saída de Gabriel em 1975.  A saída de Gabriel do Genesis resultou de diversos fatores. Após sete anos na banda, Peter sentia-se limitado criativamente, sua presença teatral nos shows causou atrito com os outros integrantes, pois a mídia exaltava suas bizarrices e reduzia Mike Rutherford, Tony Banks, Steve Hackett e Phil Collins a reles músicos de apoio do vocalista.
As tensões aumentaram durante a gravação do ambicioso álbum conceitual duplo The Lamb Lies Down on Broadway e respectiva turnê, este sim um conceito criado por Gabriel, enquanto os outros integrantes se encarregaram das composições e arranjos.  Por esse tempo, Gabriel foi contatado pelo diretor de cinema William Friedkin, de O Exorcista, que sondou a possibilidade de escrever um roteiro de filme com o líder do Genesis. Apesar de o projeto não ter saído do papel, a ausência de uma semana da banda desgastou muito a relação do quinteto. Sua saída foi acertada antes da turnê de The Lamb Lies Down on Broadway.
Outro ponto de tensão foi a gravidez problemática de Jill Moore, mulher de Gabriel. Os médicos não garantiram que Anna-Marie - sua primogênita - nasceria com vida e, diante disso, Peter Gabriel achou por bem ficar por mais tempo com sua família. Como isso significou que o vocalista não estaria disponível para ensaiar, gravar e fazer shows, ficou claro que a saída dele era a única solução. Os sentimentos envolvidos nesse doloroso processo inspiraram Gabriel a compor a canção "Solsbury Hill", que chegou à posição 70ª das 100 mais pedidas da Billboard, em 1978.

### O começo da carreira solo
Gabriel recusou-se a intitular seus quatro primeiro álbuns-solo (todos são chamados Peter Gabriel, diferindo somente na arte da capa), já que gostaria que as capas tivessem o mesmo impacto de uma edição especial da revista Time, que normalmente é composta apenas de uma foto e o nome da publicação; posteriormente, nos EUA, os quatro primeiros álbuns foram diferenciados através de numeração e da imagem frontal, na ordem I - Car, II - Scratch, III - Melt e IV - Security. Três deles foram produzidos entre 1976 e 1982 por Bob Ezrin. Gabriel trabalhou com o guitarrista Robert Fripp (do King Crimson) como produtor em seu segundo LP solo, de 1978. Esse álbum é tido como o mais obscuro e experimental por não ter produzido hits.
O terceiro álbum, lançado em 1980, trouxe a colaboração de Steve Lillywhite, que despontava com os primeiros álbuns do U2. É lembrado pelos compactos "Games Without Frontiers" e "Biko", que mostram o novo interesse de Gabriel pela world music (especialmente na percussão, no emprego da então nascente técnica do "gated drum", também chamada de "gated reverb", na qual, dentre outras características, não são usados os pratos da bateria), e pela esmerada produção, que fez uso extenso dos recursos de estúdio e processamentos de som.
As sessões de gravação entre 1981 e 1982 com o produtor David Lord acabaram resultando no quarto LP, Security, cuja produção teve mais participação do cantor e letrista. Apesar do som peculiar e dos temas introspectivos (preferidos por Gabriel), o álbum foi bem-sucedido e rendeu um sucesso, "Shock the Monkey", para o qual foi realizado um videoclipe inovador.
Gabriel promoveu todos os seus álbuns com turnês, nas quais, cada vez mais percebia-se o emprego de recursos e conceitos originais, coreografias, tecnologia de ponta, e a redução do uso de maquiagens e da flauta que tanto o celebrizaram na época do Genesis. Para uma das turnês, toda sua banda raspou a cabeça. A turnê de 1982 e 1983 incluía uma sessão de abertura com David Bowie. Esse período foi resumido com o álbum ao vivo Plays Live.
Em outubro de 1982, Peter Gabriel se reuniu ao Genesis para um show exclusivo, chamado Six of the Best, no estádio Milton Keynes, na Inglaterra. A iniciativa partiu do empresário do Genesis, Tony Smith, ao saber que Gabriel estava à beira da falência devido ao seu patrocínio ao festival internacional de artes chamado "World of Music, Arts and Dance" (WOMAD). A situação era tão grave que Peter Gabriel foi jurado de morte por pessoas ligadas aos demais credores do festival. Assim, ele, Tony Banks, Mike Rutherford, Phil Collins, Steve Hackett, Daryl Stuermer e Chester Thompson se apresentaram juntos em 2 de outubro daquele ano e conseguiram a renda necessária para Gabriel normalizar sua situação, não ser assassinado, não perder sua gravadora e editora de música (Real World Records) e levar adiante sua carreira. O show foi apresentado por Jonathan King, o produtor do álbum de estreia do conjunto.

### Os anos de sucesso
Apesar de sucesso comercial e de crítica com os álbuns anteriores, sua maior popularidade foi obtida em 1986 com So. As canções "Sledgehammer", "Big Time" e "In Your Eyes" estouraram nas paradas de sucesso de vários países do mundo. O álbum foi co-produzido por Daniel Lanois, já então reconhecido por seu trabalho no U2.
A canção "Sledgehammer" foi acompanhada por um videoclipe inovador, que ganhou diversos prêmios no MTV Music Video Awards de 1987, e estabeleceu um novo padrão para vídeos de música, tendo sido decisiva sua influência no surgimento da chamada "indústria do videoclipe". O mesmo aconteceu com "Big Time", cujo clipe usa animação e diversos efeitos especiais. "Sledgehammer" também apareceu na trilha internacional da novela Roda de Fogo, do Brasil, em 1986. Nessa época, Peter se envolveu fortemente com as causas da Anistia Internacional.
Em 1989, o cantor lançou Passion, a trilha sonora do filme de Martin Scorsese, A Última Tentação de Cristo. Muitos consideram o álbum como o auge de seu trabalho com world music, e com ele Gabriel ganhou seu primeiro Grammy.
Em seguida foi lançado Us, em (1992) (também coproduzido por Daniel Lanois), no qual foram explorados problemas pessoais recentes: o fim de seu primeiro casamento, suas crises de depressão causadas pelo transtorno bipolar e sua excessiva preocupação com a forma física e sexo, além da crescente distância entre ele e sua primogênita.  A característica introspecção de Gabriel, nesse álbum, se tornou mais intensa, como se pode ver no videoclipe da primeira música de trabalho, Steam, em que aparecem várias referências a mulheres e ao sexo.
A segunda música de trabalho, "Digging in the Dirt", mostra o artista em meio a várias situações conflituosas, violentas, embaixo da terra e coberto de minhocas. Seus problemas com a filha foram explorados em "Come Talk To Me", que tinha vocal de apoio de Sinéad O'Connor. O'Connor também cantou em "Blood of Eden", o terceiro compacto do álbum. Os anos 1990 de Gabriel foram resumidos no CD duplo Secret World Live (1994). Gabriel ganhou outros três Grammys por seus videoclipes.
Após uma grande parada em que se voltou para outros projetos, Gabriel lançou OVO, com a trilha sonora do evento "Domo do Milênio", em Londres, em 2000, cuja proposta foi celebrar artisticamente a civilização Ocidental, com a abordagem de seu passado, presente e as esperanças para o futuro, Long Walk Home, trilha sonora para o filme Rabbit-Proof Fence que ganhou o Globo de Ouro. Em setembro de 2002 foi lançado Up, seu primeiro álbum de estúdio na década, o qual tematiza experiências e sentimentos típicos da meia-idade, e mescla novos estilos musicais ao resgate de algumas referências do rock progressivo. Esse álbum teve menos sucesso comercial, embora a crítica tecesse elogios.

### Trabalhos recentes

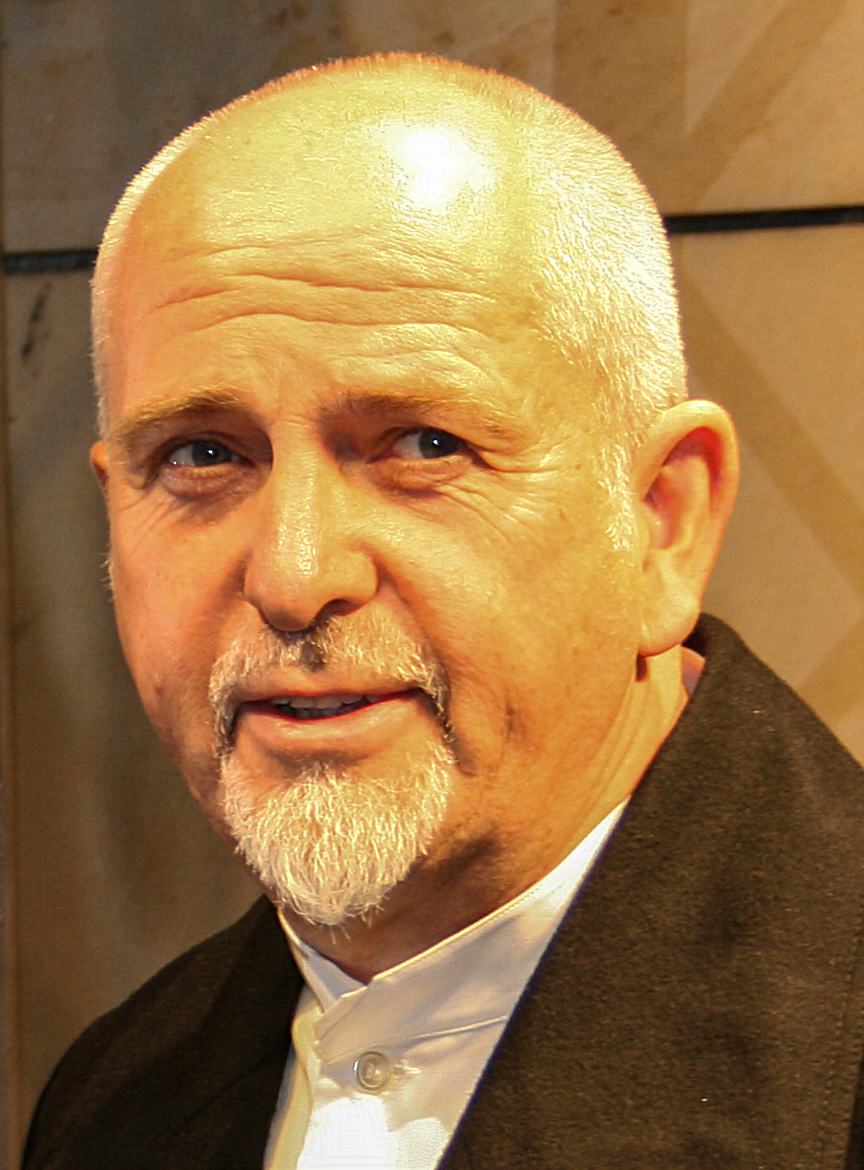
Peter Gabriel 2008

Gabriel apresentou-se no Live 8 em julho de 2005, e um DVD do evento foi lançado. Também tocou no palco com Cat Stevens, 33 anos após participar do álbum Mona Bone Jakon. O evento ocorreu em Joanesburgo durante concerto para Nelson Mandela. No final de 2005 foi lançado novo DVD duplo, Peter Gabriel Live & Unwrapped.
A FIFA convidou Peter Gabriel e Brian Eno para organizar uma cerimônia de abertura para a final Copa do Mundo de 2006 na Alemanha. Peter começou o projeto no Olympic Stadium de Berlim, mas o espetáculo foi cancelado em janeiro do mesmo ano pela FIFA por falta de caixa e suposta falta de interesse, ainda que explicação oficial foi um potencial dano ao gramado do estádio.
Rumores de uma possível reunião da formação clássica do Genesis circularam entre 2004 e 2005, especialmente após Phil Collins declarar em entrevista que era aberto à ideia de voltar às baquetas e deixar o microfone à Peter Gabriel. Gabriel encontrou com os outros membros em 2005 e 2006, e uma possível turnê para The Lamb Lies Down on Broadway foi discutida. Apesar de Gabriel não ter se interessado pelo projeto, Collins, Banks, Rutherford, Stuermer e Thompson embarcaram em uma série de concertos pela Europa.
Gabriel apresentou "Imagine" de John Lennon na cerimônia de abertura dos Jogos Olímpicos de Inverno de 2006 em Turim, em 10 de fevereiro de 2006.
Peter Gabriel compôs a música "Down to Earth" para a trilha sonora do filme WALL-E (2008).

## Discografia
Álbuns de estúdio
- Car (1977)
- Scratch (1978)
- Melt (1980)
- Security (1982)
- So (1986)
- Us (1992)
- Up (2002)
- Scratch My Back (2010)
- New Blood (2011)
- I/O (2023)